# Tzummarum
Tzummarum  (in frisone: Tsjummearum) è un villaggio di circa 1.400 abitanti del nord-est dei Paesi Bassi, facente parte della provincia della Frisia e situato in prossimità della costa sul Mare del Nord. Dal punto di vista amministrativo, si tratta di una frazione del comune di Waadhoeke; precedentemente aveva fatto parte, fino al 1983, della municipalità soppressa di Barradeel e poi, fino al 2017 della municipalità soppressa di Franekeradeel.

## Geografia fisica

### Collocazione
Tzummarum si trova nella parte nord-occidentale della provincia della Frisia, tra le località di Harlingen e Stiens (rispettivamente a nord-est della prima e ad ovest della seconda) a circa 6 km a nord di Franeker.

### Suddivisione amministrativa
Buurtschappen
- Koehool

## Società

### Evoluzione demografica
Al censimento del 1º gennaio 2014, Tzummarum contava una popolazione pari a 1.414 abitanti, di cui 690 erano donne e 724 erano uomini.

## Archeologia

### Il tesoro di Tzummarum
Nel 1991, fu rinvenuto nel villaggio il cosiddetto "tesoro di Tzummarum", un ritrovamento consistente in circa 2.800 monete d'argento (per un ammontare totale di circa 125.000 fiorini) risalenti al IX secolo, segnatamente al periodo di Ludovico il Pio, Lotario I e Carlo il Calvo e coniate nell'antica città di Dorestad. Il tesoro è ora conservato presso il Rijksmuseum van Oudheden di Leida.
|  |

## Monumenti e luoghi d'interesse
Tzummarum conta 24 edifici classificati come rijksmonumenten.

### Chiesa di San Martino
Tra i principali edifici d'interesse di Tzummarum, figura la chiesa di San Martino, costruita nel 1876, ma che presenta una torre risalente al XVI secolo.

## Sport
- La squadra di calcio locale è il VVV Tzummarum[8]